# Idril
Idril Celebrindal izmišljeni je lik iz Tolkienova Međuzemlja. Pojavljuje se u Silmarillionu, Tolkienovu omiljenom djelu koje je tek nakon njegove smrti za tisak priredio i izdao njegov sin Christopher Tolkien. 

## Prikaz lika
Idril Celebrindal ("srebronoga") jedino je dijete Turgona, čija je žena Elenwë poginula prelazeći Helcaraxë. Ona je Tuorova žena i mati Eärendila Moreplovca, koji je kasnije otplovio u Valinor čime su pokrenuti događaji koji će dovesti do pada Morgotha i kraja Prvog doba. Osim Orodrethove kćeri Finduilas i Curufinova sina Celebrimbora, jedina je Noldorka trećeg koljena koja je pošla u progonstvo. Potajno ju je volio njen rođak Maeglin, sin Eöla i Turgonove sestre, ali ga je ona prezrela zbog njegove mračne naravi i bliskog srodstva.

## Etimologija
Na Tolkienovu izmišljenom sindarinskom jeziku, ime Idril oblik je imena Itarillë (ili Itarildë), što na drugom izmišljenom Tolkienovu kvenjskom jeziku znači "iskričav sjaj".

## Životopis
Čim je smrtnik Tuor, Huorov sin, kao poslanik Vale Ulma prispio u vilenjački grad Gondolin zaljubio se u Kraljevu kćer Idril koja se također zaljubila u njega. Za razliku od prvog braka između vilenjaka i ljudi koji je sklopljen nakon mnogih nevolja i velikih žrtvi, Tuor i Idril vjenčali su se bez ikakvih poteškoća. Kralj Turgon je zavolio Tuora kao sina, i sjećao se posljednjih Huorovih riječi, koji je pred smrt prorekao da će izaći "zvijezda" iz njihovih loza koja će iskupiti Ilúvatarovu djecu od Morgothova prokletstva pa je dopustio vjenčanje Tuora i Idril, što je, nakon Berena i Lúthien, bilo drugo vjenčanje između vilenjaka i ljudi. Vjenčanje je proslavljeno s velikom radošću i veseljem, iz njihove ljubavi u Gondolinu se rodio Eärendil Moreplovac, koji je postao spasitelj vilenjaka i ljudi i njihov poslanik Valarima. Nakon toga Idril je naredila izgradnju tajnog prolaza, znanog kao Idrilin tajni prolaz što je mnogima omogućilo da izbjegnu propasti Gondolina.
Kad je Tuor, donoseći Ulmovo upozorenje, dospio u Gondolin, sin kraljeve sestre Maeglin sjeo je Kralju s desna i usprotivio se Tuoru. Tuorov brak s Idril još je više razbjesnio Maeglina, koji se odmetnuo od Turgona i Tuora. Kasnije je, tražeći metale usprkos kraljevoj zabrani napuštanja Skrivenog grada, pao u zarobljeništvo Angbanda. Morgoth mu je obećao i Gondolin i Idril u zamjenu za izdaju mjesta gdje je skriven Gondolin, čime je Maeglina namamio u najveću izdaju Starih dana. Dao mu je oznaku koja ga je, navodno, trebala zaštiti od pustošenja. 
Maeglin se vratio u Gondolin i nije spominjao nenadani susret s neprijateljem, ipak su mnogi zapazili promjenu. Većina je mislila da je promjena na dobro, ali Idril je sumnjala u njega i u to vrijeme započela radove na svom tajnom prolazu. Maeglin je uspio neke slabije i zle pridobiti za svoju stvar (primjerice Salganta). Za opsade Gondolina nagovarao je Turgona da ne napušta grad što mu je i uspjelo jer je kralju bio prirastao srcu, ali i zbog Salganta. Kasnije je Maeglin oteo Idril i njenog sina i prijetio da će ih baciti s gradskih zidina. Međutim Tuor je nakon nesmiljene borbe Maeglina sa zidina bacio u smrt. 
Nakon pada Gondolina, Idril i Tuor su postali vođe izbjeglica na ušću Siriona, gdje su prihvatili Elwing kćer Diora sina Berena i Lúthien.
Kad je Tuor ostario zajedno je s Idril otplovio na Zapad. Vilenjaci i Dúnedaini vjeruju da su Idril i Tuor zaobišavši Zabranu Valara stigli u Valinor gdje je Tuor ubrojen među vilenjake, tako da Tuor i Idril sad prebivaju u Valinoru.

## Druge inačice
U ranoj inačici "Pada Gondolina" objavljenoj u drugom dijelu Knjige izgubljenih pripovijesti ljubavna priča i brak Tuora i Idril se navodi kao prvi brak između vilenjaka i ljudi. Tome je tako jer je u to vrijeme Tolkien i Berena i Lúthien ubrajao među vilenjake. Iako postoji mnogo razlika između različitih inačica koje je Tolkien napisao tijekom života, likovi Tuora i Idril u svojoj su biti nepromijenjeni u mnogome s obzirom na Silmarillion i kasnije tekstove.  